# Brusselse Anti-Slavernij Conferentie 1889-1890

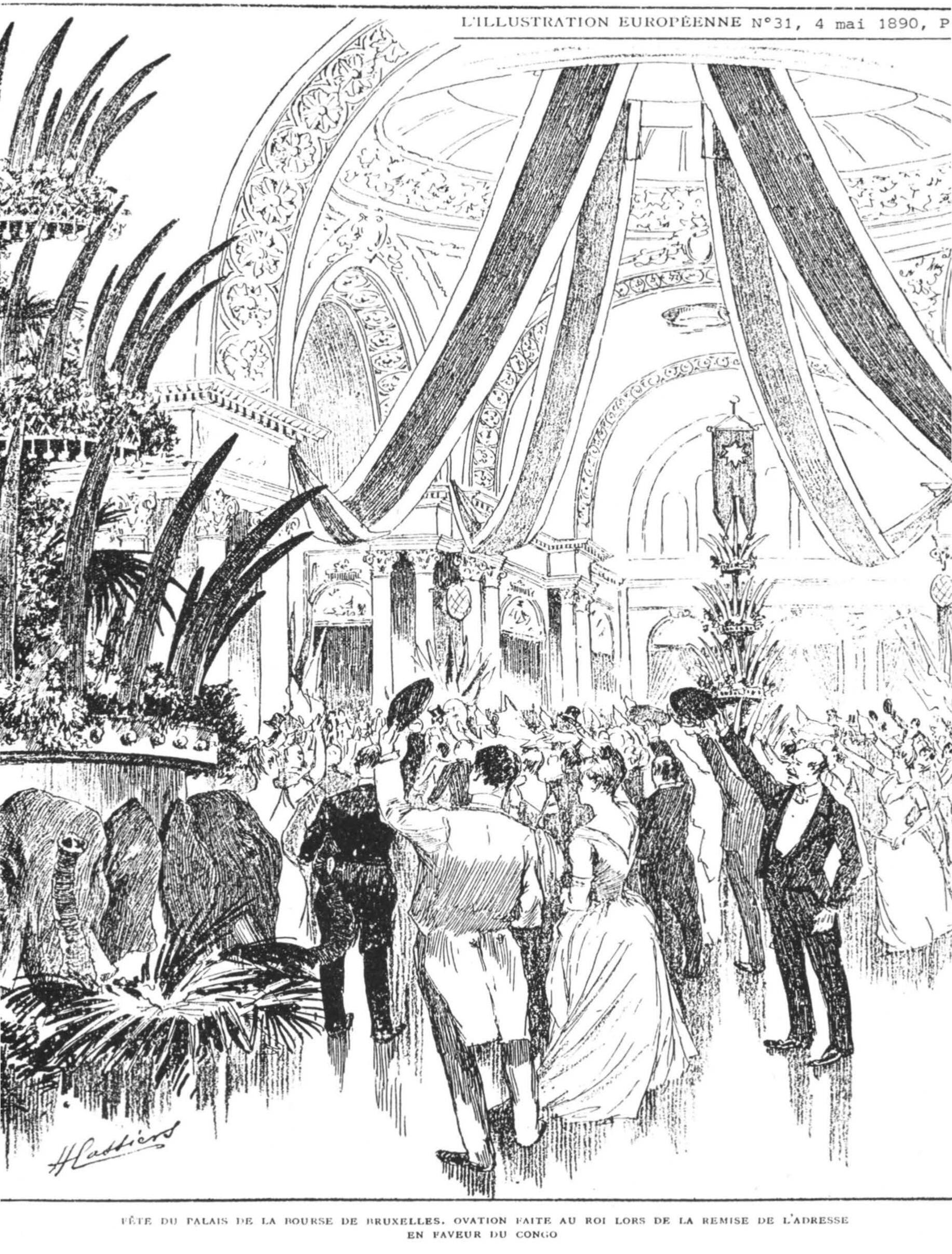
Feest op de Beurs van Brussel. Ovatie voor de koning tijdens de toespraak ten gunste van de Conventie van Brussel

 De Brusselse Anti-Slavernij Conferentie van 1889-1890 werd gehouden van 18 november 1889 tot 2 juli 1890 in Brussel en werd afgesloten met de goedkeuring van de Conventie van Brussel inzake het verbod op slavenhandel en slavernij in Afrika. Het verdrag begunstigde koloniaal beleid, gerechtvaardigd door het anti-slavernij argument.

## De kruistocht van Lavigerie tegen de slavernij

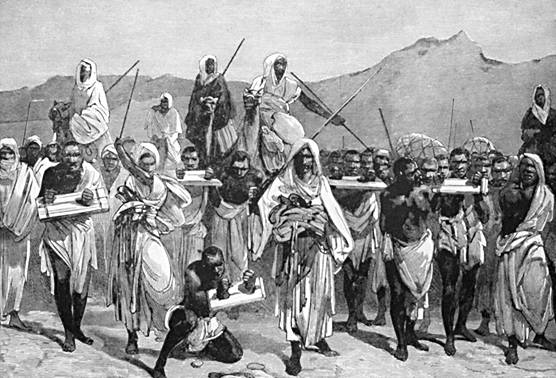
19e-eeuwse afbeelding van een Arabische slavenkaravaan in de Sahara

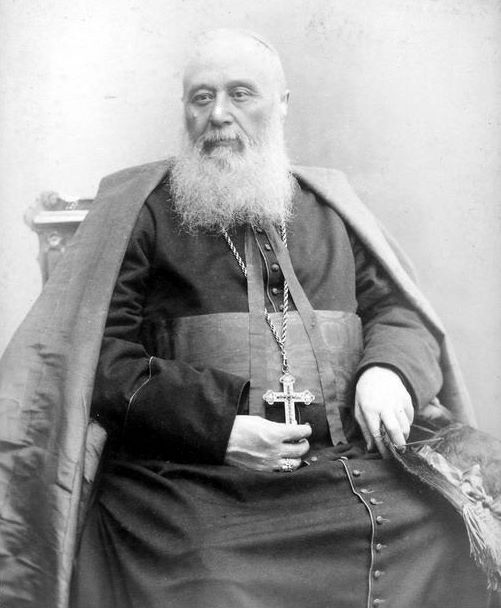
Charles Lavigerie

Tijdens de Wedloop om Afrika in het midden van de jaren 1880 waren de eerste zorgen van de koloniale mogendheden, ondanks de humanitaire beloften van de Koloniale Conferentie van Berlijn, op territoriaal en economisch gebied gericht. Dit zou in 1888 veranderen. In grote toespraken in Parijs en Londen stelde kardinaal Lavigerie, die een kruistocht was begonnen tegen de slavernij, de verschrikkingen van de Arabische slavenhandel aan de kaak. Hij drong aan op onmiddellijke actie in de vorm van een internationale militie van vrijwilligers om de slavenhandel in Oost-Afrika te bestrijden.
Leopold II, recent koning van zijn nieuw opgerichte Congostaat, volgde Lavigerie's predikingstocht aandachtig. vooral de plannen om een internationale privé-militie uit te zenden baarde hem zorgen. Dit zou immers de verovering van zijn Congo kunnen betekenen. Zo'n legerkorps vond hij, was alleen te rechtvaardigen indien het onder leiding van zijn regering zou vallen. Leopold vreesde ook dat Lavigerie, die in zijn vorige toespraken Tippo Tip had beschuldigd van slavenhandel, de Arabische politiek van zijn Onafhankelijke Congostaat zou kunnen schaden.
Na een ontmoeting met Leopold zag Lavigerie echter af van een internationaal vrijwilligerskorps. Een antislavernij-expeditie moest nu worden georganiseerd door een uitsluitend nationale antislavernijvereniging in overleg met de betrokken koloniale overheden. In zijn toespraak te Brussel wees Lavigerie weliswaar scherp op de welig tierende slavenhandel in de Onafhankelijke Congostaat, maar wijte hij dit aan een gebrek aan middelen.

### Aanloop naar de conferentie

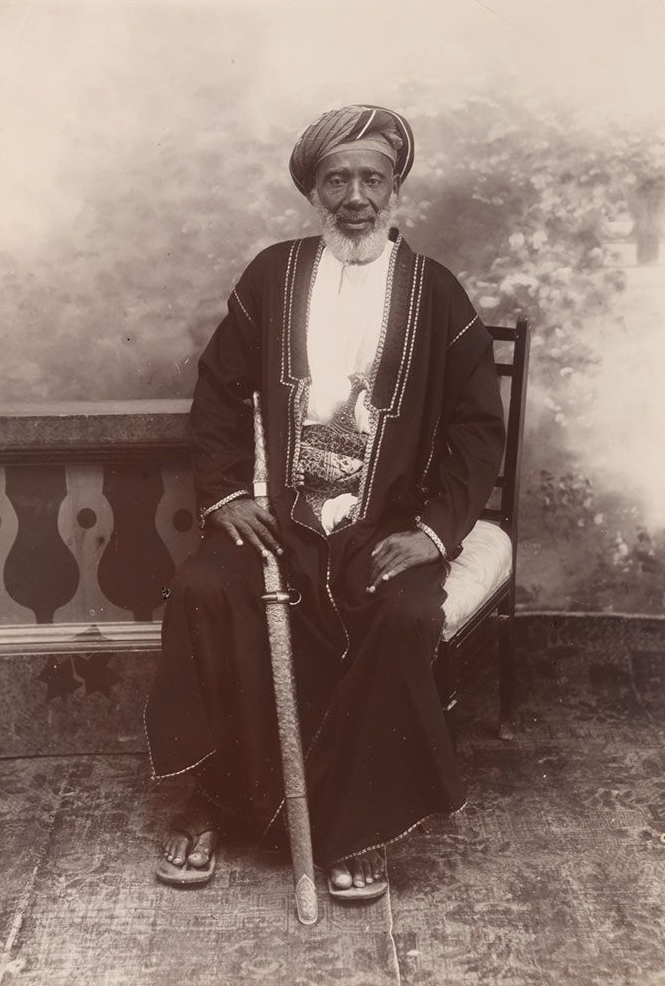
Tippo Tip

Lavigerie's preektocht bracht niet alleen nieuw leven aan de antislavernijbeweging, ook de Anti-Slavernij Conferentie was een gevolg. De Europese kolonisatie van Oost-en Centraal Afrika leverde een aantal problemen op, met name met de Arabo-Swahilise macht. Een duidelijke voorbeeld hiervan was de Arabo-Swahili opstand die leidde tot de blokkade van de oostkust van Afrika door Duitsland en Groot-Brittannië.

## De conferentie

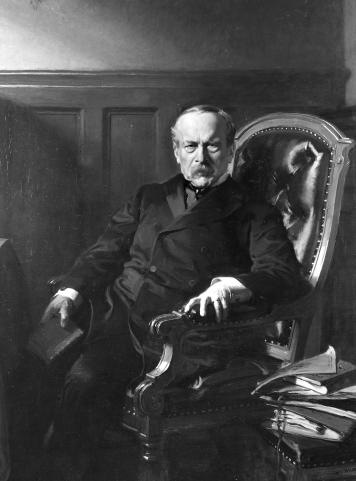
Auguste Lambermont

Nog voordat de blokkade was ingesteld echter, had Groot-Brittannië, na overleg met de Duitse regering, België al verzocht een internationale conferentie over de slavenhandel bijeen te roepen. België was speciaal uitgekozen om de Portugese en Franse argwaan weg te nemen. Op 18 november 1889 kwamen 17 landen in Brussel bijeen voor de anti-slavernijconferentie. Lambermont werd benoemd tot voorzitter van de conferentie. De bepalingen in de algemene Acte ter bestrijding van de slavenhandel in het Afrikaanse binnenland kwamen eigenlijk neer op een plan voor meer kolonialisme. Dit was gebaseerd op de redenering dat alles wat bijdroeg tot de uitbreiding van de Europese invloed de actieradius van de slavenhandelaars moest beperken.

### De Acte
De algemene Akte van de Conferentie van Brussel bepaalde dat de organisatie van juridische, religieuze en militaire diensten in de Afrikaanse koloniën en protectoraten het beste middel was om de slavenhandel te bestrijden. Een belangrijk punt op de agenda was ook de regulering van de wapeninvoer. De wapenhandel versterkte niet alleen de macht van de Arabo-Swahilis, maar geweren en munitie waren ook het gebruikelijke ruilmiddel om slaven te verkrijgen en omgekeerd.
Om de slavenhandel op zee efficiënt te bestrijden, moest er een uitgebreide controle zijn op de scheepvaart. Eerder in de strijd tegen de Trans-Atlantische slavenhandel had Engeland met allerlei naties maritieme verdragen gesloten. Hierdoor kon de Engelse marine buitenlandse schepen onderzoeken op het vervoer van slaven. Engeland streefde op de conferentie naar een wereldwijde overeenkomst die het opsporingsrecht mogelijk zou maken. Frankrijk was echter altijd tegen dat recht geweest, omdat het van de maritieme superieur Engeland de politionele zeemacht maakte, De Act vormde een compromis tussen beide standpunten.
De slavenhandel kon tot slot alleen volledig worden afgeschaft als de vraag naar nieuwe slaven verdween. Om de oostelijke slavenhandel definitief uit te roeien, moest de slavernij in de landen van bestemming dus zelf worden afgeschaft. Zo ver ging de conferentie echter niet: alleen de invoer van slaven werd aangepakt. Onder invloed van de conferentie keurde het Osmaanse Rijk een nieuwe wet goed, die de invoer, doorvoer en uitvoer van slaven verbood, maar het instituut slavernij ongemoeid liet. Voortvluchtige en illegaal ingevoerde slaven moesten vrijlatingsbrieven krijgen.

### Invoerrechten

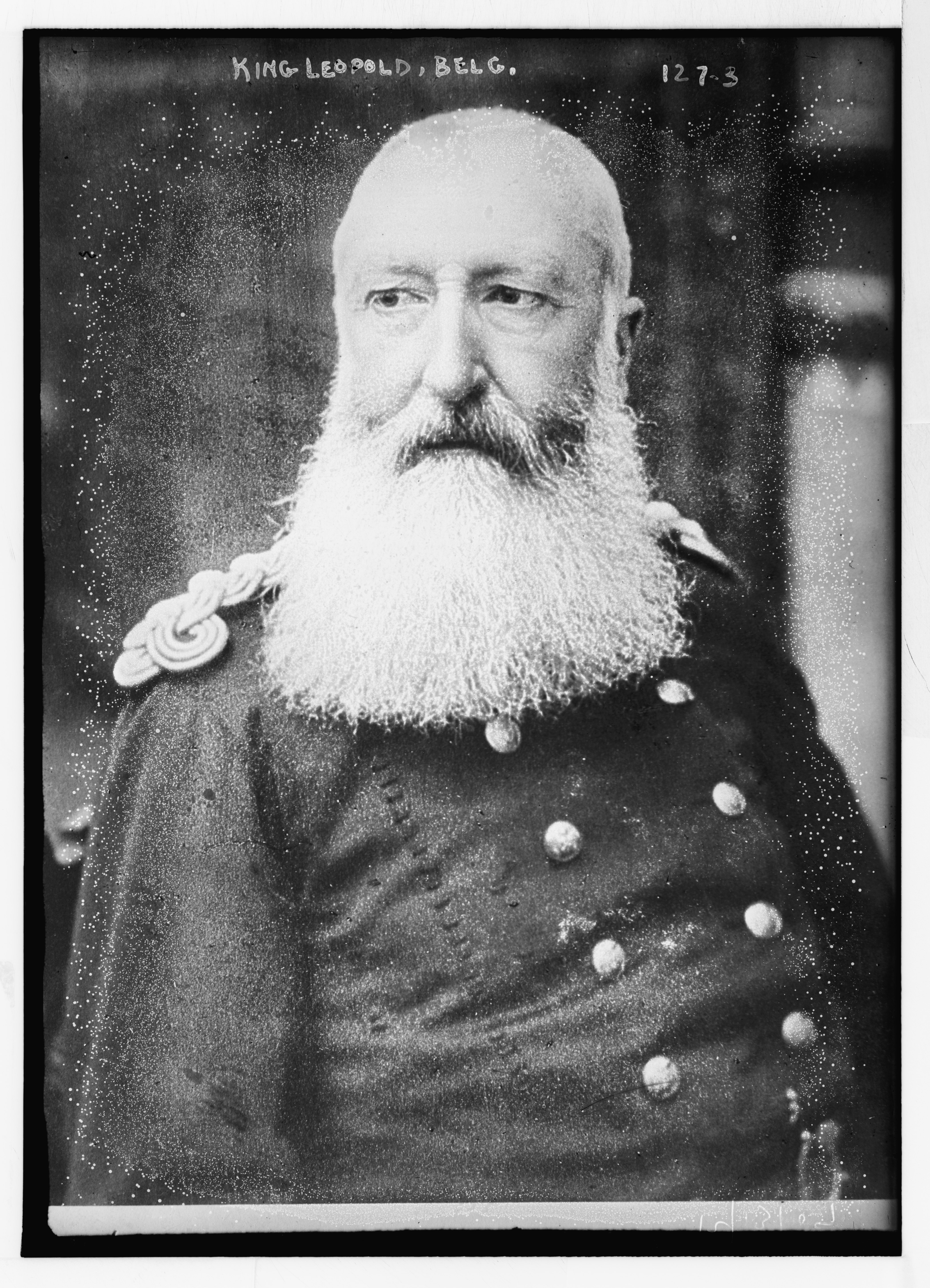
Leopold II

Invoerrechten waren Leopolds eerste zorg. De Akte van Berlijn had de heffing van invoerrechten in het Congobekken verboden voor een periode van twintig jaar. Nu wilde hij dit al na vijf jaar ongedaan maken.
In een voorafgaande briefwisseling met Engeland had Leopold gevraagd dat alle landen die uitgaven moesten doen in de strijd tegen de slavenhandel, een gematigd invoerrecht mochten heffen, hiertegen was geen bezwaar. Leopold wilde daarom dat dit in het conferentieprogramma werd opgenomen, maar Lambermont meende dat voorzichtigheid geboden was. Op 10 mei legde Lambermont het voorstel voor aan de conferentie. Hij vroeg dat de landen van het conventionele Congobekken een invoerrecht van maximaal 10 procent ad valorem mochten heffen. De ontwikkeling van openbare diensten ter ondersteuning van de handel vereiste nieuwe inkomsten. Bovendien moesten de landen, die in de frontlinie stonden tegen de slavenhandel, enigszins tegemoet gekomen worden. Hun humanitaire taak kostte immers veel geld.
Aanvankelijk verzetten Nederland en de Verenigde Staten zich tegen het voorstel. maar na lange moeizame onderhandelingen en grote diplomatieke vaardigheid van Leopold II kwamen beide partijen tot een akkoord, Leopold II sloeg zijn slag thuis en op 2 juli konden eindelijk de algemene akte en de verklaring van de Brusselse Anti-Slavernij Conferentie worden ondertekend.

## Gevolgen
In het kort leidde de conferentie tot de onderhandelingen over het eerste verdrag tot afschaffing van de Arabische slavenhandel, de Conventie van Brussel, dat in 1890 werd goedgekeurd en op 2 april 1892 in werking trad. Voortbouwend op de anti-slavernijcampagne die in 1888 door kardinaal Charles Lavigerie werd gelanceerd – en in overeenstemming met de algemene akte van de Koloniale Conferentie van Berlijn (1884-1885) – gaf de conferentie van Brussel een krachtig argument om het Afrikaanse continent open te stellen voor handel en "beschaving" door middel van kolonialisme.
Op 10 september 1919 breidde het Verdrag van Saint-Germain-en-Laye het verbod uit door "de volledige afschaffing van de slavernij in al haar vormen" te bevelen, wat de weg vrijmaakte voor het VN-Slavernijverdrag van 25 september 1926.

## Participanten
| Staat                | Participanten |
| -------------------- | --- |
| Duitse Keizerrijk    | Zijne Excellentie Graaf D'Alvensleben, Duits Minister te Brussel. Dr. Arendt, consul-generaal van Duitsland te Antwerpen.                                                                                           |
| Oostenrijk-Hongarije | Zijne Excellentie graaf Khevenhûller-Metsch, Oostenrijks-Hongaarse minister te Brussel. |
| België               | M. le Baron Lambermont, Minister van Staat. De heer Emile Banning, Directeur-Generaal bij het Ministerie van Buitenlandse Zaken.                                                                                    |
| Spanje               | Zijne Excellentie M. Glitierrez De Aguëra, Spaanse minister te Brussel. |
| Denemarken           | Mfg Schack De Brockdorff, consul-generaal van Denemarken in Antwerpen. |
| Verenigde Staten     | Zijne Excellentie Meh Terrell, Minister van de Verenigde Staten van Amerika in Brussel. |
| Frankrijk            | Zijne Excellentie M. Bolrée, Frans Minister te Brussel. M. Gogordan, Gevolmachtigd Minister, Adjunct-Directeur bij het Ministerie van Buitenlandse Zaken in Parijs.                                                 |
| Verenigd Koninkrijk  | Zijne Excellentie Lord Vivian, Brits Minister te Brussel. Sir John Kirk |
| Italië               | Zijne Excellentie Baron De Rëinzis, Italiaans minister te Brussel. |
| Nederland            | Zijne Excellentie Baron Gericke De Herwynen, Nederlandse Minister te Brussel. |
| Portugal             | Zijne Excellentie M. De Macedo, Portugees Minister te Brussel. |
| Rusland              | Zijne Excellentie Prins Ouroussoff, Russisch Minister te Brussel. Zijne Excellentie M. De Martens, permanent lid van de Raad van het Russische Ministerie van Buitenlandse Zaken.                                   |
| Zweden-Noorwegen     | Zijne Excellentie M. De Burenstam, Minister van Zweden en Noorwegen te Brussel. |
| Congo-Vrijstaat      | De heer Pirmez, staatsminister, voorzitter van de Hoge Raad van de Onafhankelijke Staat Congo. Dhr. Van Eetvelde, Algemeen Administrateur van het Departement Buitenlandse Zaken van de Onafhankelijke Staat Congo. |
| Ottomaanse Rijk      | Zijne Excellentie Caratiieodory Efendi, Osmaanse minister te Brussel. |
| Perzië               | Zijne Excellentie Generaal Nazare Aga, Minister van Perzië te Brussel. |